# Toro Rosso STR5
STR5 é o modelo da Toro Rosso da temporada de 2010 de Fórmula 1. Sébastien Buemi e Jaime Alguersuari conduziram o modelo naquela temporada.
Foi apresentado no dia 1 de fevereiro de 2010, sendo o primeiro modelo produzido exclusivamente pela equipe, sem ajuda da equipe Red Bull Racing.

## Desempenho
Os modelos não demonstraram serem muito competitivos no início da temporada, terminando as duas primeiras corridas sem pontuar. Os primeiros pontos vieram no GP da Malásia de 2010, terceira corrida da temporada, com a nona colocação do piloto espanhol Jaime Alguersuari.
Em 16 de abril, durante os treinos livres que antecedem o GP da China de 2010, quarta corrida da temporada, o carro do piloto Sebastien Buemi sofreu um acidente inusitado: Ambas as rodas dianteiras soltaram-se sozinhas do carro. Segundo a equipe, houve uma falha no sistema de suspensão dianteiro durante o acionamento dos freios.